# ラブベリー
『ラブベリー』（LOVE berry、略称：ラブベ、LB）は、徳間書店が発行していた小学校高学年から中学生の女子を購読対象としたファッション雑誌。2001年12月創刊。2012年3月休刊。その後2016年1月に一旦は復刊するが、2017年12月20日発売のvol.11を最後に新刊が発行されておらず事実上休刊状態にある。

## 概要
『ラブベリー』という誌名は、創刊に当りいくつかの候補の中から小中学生のモニターによるアンケートを実施し選考されたもので、可愛くなりたい、おしゃれになりたい女の子達のハートに届くようにという意味を込めて決定された。

### 第1期 (創刊から休刊まで)
創刊から長年公式サイトが存在していなかったが、2008年7月1日に開設された。編集長は2011年5月号まで羽田朋美が務め、同年6月号より宇津木有紀が就任した。
マスコットキャラクターとして、イチゴをモチーフにした「ベリーナ」が存在した。ショッピングが大好きで、グリーンのワンピースがお気に入りのラブベリーナ。最近隣のクラスの男子がすごく気になるんだけど、告白する勇気は全然ない…、という設定。
終期には少子化の影響で発行部数が減り、東日本大震災の影響による読者離れと紙の高騰が重なって採算がとれなくなり、アイドルグループ「AKB48」やその姉妹グループのメンバーを表紙や連載記事、専属モデルに起用する戦略でテコ入れしたが、2012年3月発刊の3月号をもって一旦休刊となった。休刊に際し編集担当者は「AKBのファンの方が買ったのかも知れませんが、前田敦子さんや板野さんが表紙になると、震災後かなり落ちていた部数が上がっていました。AKBのお陰で持ちこたえた感じです。 元々、子どもでも買えるよう、500円前後の価格に設定し、付録も付けていたため利益率が悪く、以前から休刊にする、しないという話があった。ローティーン誌の市場において、改めて見直していきたいとの思いから一度ここで区切りをつけた」と回答している。最後の撮影シーンはアイドリング!!!（地上波版）番組内でも放送された。その時の収録メンバーはあさひ★、ふぅちゃん、カレン、アスミ、なおすけ、アヤカ、ふるえり、アイアイ、かえぴょん、なっちゃん、サッキー、リコ。
また編集担当者は休刊に際して「（まだ具体的な計画はないが）もう一度ローティーン誌を創刊することは考えている」と述べており、今後の復刊についての含みを残していた。

### 第2期 (復刊と再休刊)
2016年1月、ビューティー&ファッション誌にリニューアルされ、3年9ヶ月ぶりに復刊。タイトルが英語表記『LOVE berry』になり、不定期発売のムック本として刊行。総勢53人のモデルが名を連ねた。
2016年5月には復刊第2号が発刊された。vol.1からモデルの入れ替えも行われ、こちらには総勢54人のモデルが登場している。
同年8月20日発売の第3弾より隔月で発刊されたが1年後の2017年12月、再度休刊し以後は復活していない。

## オーディション
2012年休刊時点までの応募資格は、芸能事務所に所属していない身長150cm以上、4月新年度時点小6から中3の女児に限られ、国籍・居住地は問わなかった。本誌の綴じ込みに付録している応募用紙を明記して応募する。
専属モデルオーディションには毎回約4000 - 5000人程が参加している。現役ラブベリーナが面接官として参加することもある。
専属モデルオーディションでは、グランプリ1名・準グランプリ1名・特別賞2名の計4名が受賞し、ラブベリー専属モデル（ラブベリーナ）になれる。

## 所属モデル
復刊以降の本誌モデルは、専属モデルのラブモとレギュラーモデルのベリモがいる。
合わせてラブベモデルとして誌面や公式サイトでは紹介されている。休刊前の専属モデルは、ラブベリーナの愛称で親しまれていた。読者オーディションで選出された読者モデルも多く、読者にとっては親近感と憧れの存在で人気を獲得していた。

### 2016年復刊以降 (ラブベモデル)
※公式サイト登録のラブベモデルのみ記載（2017年12月現在）

専属 (ラブモ)
- 伊藤小春（ふわふわ）
- 大原優乃
- 小栗有以（AKB48）
- 木村ユリヤ
- 黒川心
- 関りおん
- 田中美久（HKT48）
- 中山莉子（私立恵比寿中学）
- 平塚日菜（ふわふわ）
- 牧野真莉愛（モーニング娘。）
- 三品瑠香（わーすた）
- 矢吹奈子（HKT48）

レギュラー (ベリモ)
- 井頭愛海（X21）
- 石橋宇輪
- 井上玲音（こぶしファクトリー）
- 太田夢莉（NMB48）
- 岡崎百々子（さくら学院）
- 奥田こころ
- 恩田乃愛
- 兼次桜菜（ふわふわ）
- 聞間彩（つりビット）
- 木村葉月
- 久保怜音（AKB48）
- 熊田来夢
- 栗田桃花
- 後藤萌咲（AKB48）
- 小山リーナ（マジカル・パンチライン）
- 齋藤茉日
- 坂口渚沙（AKB48）
- 杉本愛莉鈴
- 其原有沙
- 竹内詩乃
- 塚田百々花（ふわふわ）
- としお理歩
- 樋渡結依（AKB48）
- 八木ひなた（なんきんペッパー）
- 吉澤瑠莉花（ふわふわ）
- 渡邊春菜

#### 過去のモデル
- 青島心
- 阿部サラ
- 阿部夢梨
- 飯村さやか
- 市岡愛弓（STU48）
- 今泉佑唯（欅坂46）
- 岩本蓮加（乃木坂46）
- 江籠裕奈（SKE48）
- 大森莉緒（ピンク・ベイビーズ）
- 大和田南那（AKB48）
- 岡本桃花
- 河西結心
- 川口ゆりな（X21）
- 川本紗矢（AKB48）
- 吉柳咲良
- 草野星華
- 古川優奈
- 込山榛香（AKB48）
- 彩田真鈴
- 齋藤飛鳥（乃木坂46）
- 斉藤梨鈴
- 坂田琴音
- 櫻井花子
- 佐藤七海（AKB48）
- 佐藤麗奈
- 菅沼もにか（ハコイリ♡ムスメ）
- 鈴木絢音（乃木坂46）
- 須田理夏子
- 高嶋ことみ
- 田口乙葉
- 田附未衣愛（Fullfull☆Pocket）
- 傳彩夏
- 豊田留妃
- 中尾百合音
- 中野ケイナ
- NANAMI
- 西野未姫（AKB48）
- 西萌葉（東京CuteCute）
- Nono（J☆Dee'Z）
- ハーヴィー瑛美
- バーンズ エマ
- 橋本瑠果
- 長谷川愛里
- 平手友梨奈（欅坂46）
- フレダンデール莉子
- 星野みなみ（乃木坂46）
- 松田望愛
- 三田美吹（CROWN POP）
- 向井地美音（AKB48）
- 村瀬リリヤ
- 毛利愛美
- 百岡古宵（アイドルネッサンス）
- MOMOKA（J☆Dee'Z）
- 山崎カノン（Dancing Dolls）
- 山﨑紗彩（X21）
- 山田菜々美（AKB48）
- 山本優菜（なんきんペッパー）
- ゆうあ（CLEAR'S 中高生選抜/千葉 CREAR'S）
- 優希美青
- 吉田万葉（ハコイリ♡ムスメ）
- 吉村花音
- レイモンド愛華
- 渡辺みり愛（乃木坂46）
- 渡邉理佐（欅坂46）
- 和田まあや（乃木坂46）

### 2012年休刊時点のOG (ラブベリーナ)
2006年以前（正確な時期は不明）
- 小林優美
- 三浦葵
- 美波
- 森田彩華
- 西原亜希
- 彩月貴央
- 河辺千恵子
- 永岡真実
- 沢井美優
- 滝裕可里
- 小田瑞穂
- 南條有香（卒業後『SEVENTEEN』専属モデルへ）
- 相原真奈美
- 仲川美穂
- 宮崎あゆみ
- 松山愛里
- 渡辺美夢
- 清水恵理奈

- 倉田夏実
- 近藤彩希
- 近野成美
- 有紗
- 土方みなみ
- 千葉美瑛子
- 大場麻未
- 中村映里子
- 市川春樹（旧名・成田知香）
- 山下リオ
- 高橋知子
- 坂本愛
- 川尻光紀
- 小西美希
- 杉浦里穂
- 今井春奈
- 土屋詩穂

2007年卒業
- 市場紗蓮
- 坂田彩
- 原田南
- 大森晴花
- 湯川舞
- 後藤希望（現・加東希望）
- 村上東奈
- 岩井七世
- 市岡麻美
- 佐藤瀬奈
- 宮沢ありさ（現・若月さら）
- 樋井明日香（卒業後、『Cawaii!』専属モデルへ）
- 加藤瑠美
- 松岡桂花

2008年卒業
- 橘美緒
- 村山芽以
- 竹中里奈
- チエミ（卒業後、『KERA』へ）
- 稲垣梨奈
- 船岡咲
- 森山沙月
- 岩田さゆり
- 小山ひかる
- 青谷優衣
- 本田翼（『SEVENTEEN』から移籍し、卒業後『non-no』専属モデルへ）
- 美卯（萩花）[注 2]

2009年卒業
- 岡本杏理（卒業後『Seventeen』専属モデルへ）
- 佐藤頼子
- 宮平佳奈
- 珠利亜（卒業後『DiaDaisy』専属モデルへ）[注 3]

2010年卒業
- 浅野由来音（卒業後『iDOL Street』ストリート生へ）
- 川島麻利
- 竹田美沙紀
- 西山恵子
- 下田奈奈
- 渡辺梨夏子
- 坂田梨香子（卒業後『Seventeen』専属モデルへ）
- 武藤明日香

2011年卒業
- 幸映
- 壇はう（現・飯窪春菜）（卒業後『モーニング娘。』へ）
- 松崎奈波
- 荒木美裕
- 宗田淑
- 中村瑠璃奈
- 森万由子
- 伊藤恭佳
- 刈谷友衣子
- 若林芹奈
- 荒井萌（卒業後『non-no』専属モデルへ）
- 山田みなみ
- 未来穂香（卒業後『ピチレモン』専属モデルへ）[注 4]
- 井之上史織（卒業後『ピチレモン』専属モデルへ） [注 4]
- 加藤由梨愛（卒業後『ピチレモン』専属モデルへ） [注 4]
- 長崎すみれ（卒業後『ピチレモン』専属モデルへ） [注 4]

2012年休刊卒業
- 朝日奈央（アイドリング!!!）
- 石田佳蓮（卒業後『アイドリング!!!』へ』）
- 大塚聖奈（大塚聖捺）
- 大矢梨華子（卒業後『ベイビーレイズ（現・ベイビーレイズJAPAN）』へ）
- 岡本夏美（卒業後『ニコラ』専属モデルへ）
- 黒木うらら
- 近藤玲奈（ミスセブンティーン2012最終候補者）
- 優耶（生出優耶）
- 﨑山眞羽
- 清水富美加（現・千眼美子）[14]
- 高橋絵里
- 高見奈央（卒業後『ベイビーレイズ（現・ベイビーレイズJAPAN）』へ）
- 土井ゆうみ
- 仲村彩純
- 橋本楓（アイドリング!!!）
- 藤谷麻由
- 古野恵理
- 前田亜美（AKB48）
- 松井珠理奈（SKE48）
- 松田絵里沙
- 松田和佳
- 松本彩花（元アイドリング!!!5期候補生）
- 美紅（ニコ☆プチから移籍）
- 森高愛（ニコ☆プチから移籍、卒業後『ピチレモン』専属モデルへ）
- 森田成美
- 安田聖愛

男子モデル
- 宇治清高
- 大島崚
- 武田聖夜
- 水野真典
- 山田芳晃